# Lijst van spelers van FC Eindhoven
Dit is een lijst van voetballers die minimaal één officiële wedstrijd hebben gespeeld in het eerste elftal van de Nederlandse betaaldvoetbalclub FC Eindhoven, EVV of Eindhoven.

## A
- Albert Aaftink
- Shane van Aarle
- Youssef Achami
- Rochdi Achenteh
- John Achterberg
- Petar Ađanski
- Eric Addo
- Erik van Adelberg
- Kristof Aelbrecht
- Jos van Aerts
- Dickson Agyeman
- Mohammed Ajnane
- Furkan Alakmak
- Alemão
- Peter Alkemade
- Jim van Alst
- Yunus Altunel
- Mawouna Amevor
- Rémy Amieux
- Jack Arendsen
- Masies Artien
- Kevin van Assouw
- Prince Asubonteng
- Ismail Ayaz
- Naoufal Azzagari
- Yassine Azzagari

## B
- Sven Baas
- Alpha Ibrahim Bah
- Ton Baijens
- Wesley Bakermans
- Otman Bakkal
- Dennie Banda
- Naoufal Bannis
- Adnan Barakat
- Joos van Barneveld
- Clemens Bastiaansen
- Jos Bax
- Björn Becker
- Paul Beekmans
- Casper van Beers
- Pim Bekkering
- Fred van Berendonk
- Menno Bergsen
- Gerard van Berlo
- Nigel Bertrams
- Alain van de Besselaar
- Martijn Besselink
- Martinus de Bie
- Bart Biemans
- Noud Bierings
- Jean Black
- Hans Bleijenberg
- Wout van Blijderveen
- Mark Bloemendaal
- Sven Blummel
- Henk Bloemers
- Jelle De Bock
- Joop Böckling
- Rob van Boekel
- Frits Vanden Boer
- Yoann de Boer
- Tom Boere
- Ruud Boffin
- Pieter Bogaers
- Branco van den Boomen
- Jan van den Boomen
- Max Boonstoppel
- Jort Borgmans
- Steve Van Der Borght
- Miano van den Bos
- Hugo Botermans
- Koen Bots
- Harrie Bottram
- Samy Bourard
- Jason Bourdouxhe
- Daoud Bousbiba
- Geert Braem
- Bart van Brakel
- Jorn Brondeel
- Wim Brouns
- Frank Brugel
- Chris Bruinen
- Zef Brüll
- Charles-Andreas Brym
- Guido Budziak
- Dario Van den Buijs
- Byron Burgering
- Jack Busio

## C
- Jinty Caenepeel
- Mario Captein
- Fabio Caracciolo
- Yrius Carboni
- Alessio Carlone
- Joey van Casand
- Rigino Cicilia
- Xavier Comas
- Eugene Constansia
- Peter Corbijn
- Dogan Corneille
- Ton Cornelissen
- Pascal van Corstanje
- Peter Coumans
- Cristián Cuevas
- Teun Custers

## D
- Soufiane Dadda
- Jasper Dahlhaus
- Ivo Dahlmans
- Frans Danen
- Alvin Daniels
- Patrick Deckers
- Hugo Deenen
- Erwin Dekker
- Frank Demouge
- Theo Derks
- Fries Deschilder
- Lamine Diaby-Fadiga
- Kévin Diaz
- Nico van Diessen
- Paul Dijkmans
- Jos Dijkstra
- Han van Dinther
- Jacky Donkor
- Ralph van Dooren
- Sven van Doorm
- Dyon Dorenbosch
- Jan van Dorst
- Terrence Douglas
- Huub Driessen
- Adreano van den Driest
- Dyon Dromers
- Guy Dufour
- Richard Duijvelaar
- Dennis Duinslaeger
- Timothy Durwael

## E
- Bart Van den Eede
- Ruben van Eijndhoven
- Charni Ekangamene
- Achraf El Bouchataoui
- Abdel Malek El Hasnaoui
- Thijs Engels
- Dalton Enokpa
- Karim Essikal
- Flor Van den Eynden

## F
- Cas Faber
- Robin Faber
- Ties Feijen
- Toon Feijen
- Maroš Ferenc
- Loek Feyen
- Karl-Heinz Frania
- Tom Franse
- Thomas Frederix
- Tom van Fulpen

## G
- Corey Gameiro
- David Garden
- Ad van Gastel
- Michael Van Geele
- Jan van Gestel
- Elden de Getrouwe
- Yaël Gil y Muiños
- Richard van Gils
- Gerrie de Goede
- Aart Goedhart
- Kenneth Goudmijn
- Samuel Greven
- Theo Groeneveld
- Donny de Groot
- Nol de Groot
- Engin Güngor
- Maxime Gunst

## H
- Radjin de Haan
- Gerard Habraken
- Jan Hanssen
- Levi van der Heijden
- Willy Heijink
- Jurgen Hendriks
- Reinder Hendriks
- Servaes Henssen
- Enrico Hernández
- Jan Hertogh
- Léon Hese
- Jan van den Heuvel
- Siebe Van der Heyden
- André Heydenrijk
- Patrick Hobbelen
- Cyril Holtkamp
- Thomas Hooyberghs
- Thomas Horsten
- Thieu Houben
- Roald van Hout
- Edwin van Houts
- Quinten Huijbers
- Sander van Huijksloot
- Daan Huisman
- Torino Hunte
- Anthony van den Hurk
- Ton van den Hurk
- Jordy Huybers

## I
- Jay Idzes
- Tom Van Imschoot
- Andrei Ionescu
- Erwin Isbouts

## J
- Anton Jacobs
- Tommy Jacobs
- Quentin Jakoba
- Saeed Janfada
- Rangelo Janga
- René Jansen
- David Janssen
- Henk Janssen
- Jarno Janssen
- Robert Janssen
- Tim Janssen
- Dico Jap Tjong
- Alef João
- Jerry de Jong
- Frank Jongbloets
- Yvo Jongepier
- Cees Jongh
- Thom Jonkerman
- Cees Jonkers
- Levan Jordania
- Zyad Jusić
- Jani Jussila
- Juha Jussila

## K
- Elton Kabangu
- Tarik Kada
- Luciano van Kallen
- Leon Kantelberg
- Diego Karg
- Gervane Kastaneer
- Brian De Keersmaecker
- Benito Kemble
- Frans van Kemenade
- Niels Kerkhof
- Jeroen van de Kerkhof
- René van de Kerkhof
- Sven van de Kerkhof
- Wim van Kessel
- Pjotr Kestens
- Sherry Kindo Kamara
- Maik van den Kieboom
- Pieter de Kinderen
- Ruben Klaver
- Lorenzo van Kleef
- Rodney Klooster
- Anıl Koç
- Serhat Koç
- Ozan Kökçü
- Marko Kolsi
- Joey Konings
- Ties Konings
- Govert Kooiman
- Murat Korkmaz
- Doriano Kortstam
- Rob Koster
- Frank van Kouwen
- Hans Kraay jr.
- Chiel Kramer
- Lambert Kreekels
- Jelle van Kruijssen
- Nicky Kuiper
- Selmo Kurbegović
- Julian Kwaaitaal

## L
- Youssef Laaroussi
- Vincent Lachambre
- Evert Lafaire
- Nayib Lagouireh
- Jellert Van Landschoot
- Rik van de Langenberg
- John Laponder
- Rik Laurs
- Ilja van Leerdam
- Carlo de Leeuw
- Henk Lemmens
- Leonardo
- Henk Leusink
- Karel Leyssen
- Raymond Libregts
- Mart Lieder
- Junior Lima dos Santos
- Dominggus Lim-Duan
- Farouq Limouri
- Bob Lindhout
- Christ van Lint
- Hans Loen
- Ad van der Loo
- Augustine Loof
- Marcelo Lopes
- Rafael Losada
- Jan Louwers
- Wim Lubse
- Theo Lucius
- Hipas Lumbantobing

## M
- Pascal Maas
- Stanley MacDonald
- Moses Makasi
- Josemar Makiavala
- Jos Manders
- Ralf Manders
- Christopher Mandiangu
- Gianluca Maria
- Jan Martens
- Shelton Martis
- Milan Massop
- Hervé Matthys
- Pieter Mbemba
- John ter Meer
- Tim De Meersman
- Jens Meeus
- Wout Meeuwssen
- Dave de Meij
- Noud van Melis
- Jelle Merckx
- Marius Methorst
- Bram Meurs
- Hilmi Mihci
- Marko Mitrović
- Youness Mokhtar
- Ricardo Moniz
- Jan Moorman
- Jo Mulkens
- Thijs Muller
- Tom Muyters
- Albian Muzaqi

## N
- Wim Nederlof
- Wilburt Need
- Tim Nelemans
- Lorenzo Netteb
- Norichio Nieveld
- Patrick N'Koyi
- Henny Noyen
- Chiro N'Toko

## O
- Rick van den Oever
- Justin Ogenia
- Joop Oomens
- Koen Oostenbrink
- Marco Ospitalieri
- Gijs van Otterdijk
- Noori Oubaha
- Pieter-Jan Van Oudenhove
- Özcan Özkaya

## P
- Sjors Paridaans
- Jacques van der Pas
- Johan Pater
- Zé Pedro
- Maarten Peijnenburg
- Cor Peitsman
- Rinke Pennings
- Martin Pepels
- Fabian Peppinck
- Tibo Persyn
- Andrew Petersen
- Rob Philippen
- Miel Pijs
- Sjef Pinckers
- Ben van der Plas
- Huub Posthuma
- Paul Postuma
- Iker Pozo
- August Priske Flyger
- Geoffrey Prommayon

## Q
- Willy Quaedackers

## R
- Niels Raaijmakers
- Barnabás Rácz
- Léon Ramos
- Rodrigo Rêgo
- Juremy Reker
- Peter Remie
- Ronnie Reniers
- Sjoerd Rensen
- Remy Reynierse
- Adrie van Rijsingen
- Martijn van de Rijt
- Ruud van der Rijt
- Ronald Rombouts
- Kaj de Rooij
- Keyvan van Roosmalen
- Sepp De Roover
- Piet van Rooij
- Youri Roseboom
- Mitchel van Rosmalen
- Ivo Rossen
- Evan Rottier
- Jelle ten Rouwelaar
- Sixto Rovina
- Jonny Rowell
- Thijs Rutjens

## S
- Elisha Sam
- Jort van der Sande
- Roel van de Sande
- Jan Sanders
- Moussa Sanoh
- Ousmane Sanou
- Mark Santegoets
- Ger Saris
- Tom Sas
- Slobodan Savić
- Henry Schaefer
- Erik Schaeken
- Hendrik Schalks
- Cees Schapendonk
- Twan Scheepers
- Twan van Schijndel
- Jelle Schijvenaars
- Willy Schmidt
- Ger Schuman
- Boris van Schuppen
- Collin Seedorf
- Abdoulaye Sekou Sampil
- Willy Senders
- Jeu Sijbers
- Kyle De Silva
- Sven Simons
- Tyrese Simons
- Rick Slaats
- Willy Slaats
- Joey Sleegers
- Albert van der Sleen
- Roel Slegers
- Rob van der Sluijs
- Alex Smeins
- Guy Smit
- Björn Smits
- Hans Smulders
- Lennon Smulders
- Patrick Smulders
- Peter Smulders
- Dick Snoek
- Jan Soers
- Thieu Soers
- Jens van Son
- Toon Spooren
- Civard Sprockel
- Stefan Stam
- Ayrton Statie
- Koen van Steensel
- Saša Stojanović
- Pleun Strik
- Johan Sulkers
- Maarten Swerts
- Ruud Swinkels
- Tibeau Swinnen

## T
- Justin Tahapary
- Jerry Taihuttu
- Frans Tebak
- Jo Tebak
- Herman Teeuwen
- Sergej Temrjoekov
- Tjapko Teuben
- Armand Thaeter
- Jo Theunissen
- Dragan Thijssens
- Joël Thomas
- Martijn Thomassen
- Rein van Thoor
- Kurt Thysbaert
- Huub Tielens
- Toto
- Jan Trum
- Fachry Tuasamu
- Frans van Tuijl
- Lambert van Tuijl
- André van Tuinen
- Georges Tychon

## U
- Gerard van Uden
- Rafael Uiterloo
- Suat Usta

## V
- Dennis Van Vaerenbergh
- José Valencia
- Wesley Vanbelle
- Jorn Vancamp
- Matteo Vandendaele
- Jari Vandeputte
- Stijn Vangeffelen
- Ratko Vansimpsen
- Dennis van Veghel
- Tibo Van de Velde
- Roberto Verhagen
- Luuk Verheij
- Mario Verheyen
- Wim Verhoeven
- Toon Verhoeven
- Maikel Verkoelen
- Mario Verlijsdonk
- Vinnie Vermeer
- Joran Vermeulen
- Valentino Vermeulen
- Willie Vermeulen
- Matthias Verreth
- John Versleeuwen
- Sjaak Verspeek
- Wouter Verstraaten
- Jonathan Vervoort
- Wimilio Vink
- Toon Visschers
- Cor Vlemmix
- Fred van der Vleut
- Rai Vloet
- Jeffrey Vlug
- Henk Vos
- Niels Vreven
- Peter Vreven
- Patrick Vrijsen
- Roland Vroomans

## W
- Jasper Waalkens
- Leen Warnaar
- André Wasiman
- Gerard Weber
- Chris van der Weerden
- Frank Weijers
- Frans Weijers
- Antoine Wellens
- Ad de Wert
- Albert Wijnen
- Peter Wijns
- Sebastiaan De Wilde
- Rens Wildschut
- Patrick Winkelmolen
- Joy de Wit
- Dave de Witt
- Peter van Wordragen
- Luuk Wouters
- Ton Wouters
- Marcel Wouterse

## Y
- Bouarfa Yahiaoui

## Z
- Brahim Zaari
- Roel van de Zenden
- Bert Zuurman
- Joep Zweegers
- Hans Zweers